# ニコラ・ザレフスキ
ニコラ・ザレフスキ（Nicola Zalewski, 2002年1月23日 - ）は、イタリア・ラツィオ州ローマ県ティヴォリ出身のサッカー選手。セリエA・インテルナツィオナーレ・ミラノ所属。ポーランド代表。ポジションはMF。

## クラブ経歴

### ASローマ
6歳の時に、ヌオヴァ・スペス・ディ・ポリというチームでサッカーを始め、アトレティコ・ザガローロというチームに移り1年間プレーした。2011年、ブルーノ・コンティに見出され、ASローマのプリマヴェーラに加入した。10年間ユースチームでプレーした後、2020年10月19日、セリエAのベネヴェント・カルチョ戦でトップチームに初めて招集され、ベンチ入りを果たした。2021年5月6日、UEFAヨーロッパリーグ準決勝のマンチェスター・ユナイテッドFC戦の2ndレグの後半途中に起用され、プロデビューを果たした。後半37分に放ったシュートが相手DFのアレックス・テレスに当たってコースが変わりオウンゴールとなり、チームは3-2で勝利した。しかし、1stレグでマンチェスター・ユナイテッドは6-2で勝利していたため、ローマは決勝に進出できなかった。5月9日、FCクロトーネ戦に後半35分から途中出場してセリエA初出場を果たすと、ボルハ・マジョラルのゴールをアシストした。
2021-22シーズンより新たに監督に就任したジョゼ・モウリーニョによってトップチームへ昇格し、[3-5-2]のフォーメーションの左サイドのウイングに定着した。2021年11月4日、新設されたUEFAヨーロッパカンファレンスリーグのFKボデ/グリムト戦に後半から途中出場しデビューした。12月29日、クラブとの契約を2025年まで延長した。2022年1月20日、コッパ・イタリアのUSレッチェ戦でコッパ・イタリア初出場を果たし、2月28日のスペツィア・カルチョ戦ではセリエAで初めて先発出場を果たした。その後も出場機会は増え、スタメンに定着した。5月25日、UEFAヨーロッパカンファレンスリーグ決勝のフェイエノールト戦に先発出場し、チームは1-0で勝利して初優勝を果たした。ザレフスキにとってもプロキャリアで初めてのタイトルとなった 。
2022-23シーズンもスタメン起用されることが多く、2023年3月12日のサッスオーロ戦でプロ初ゴールを挙げた。

### インテル
2025年2月1日、インテルナツィオナーレ・ミラノに買い取りオプション付きのローン移籍で加入したことが発表された。6月23日、インテルは買取オプションを行使し、完全移籍で獲得することを発表した。

## 代表経歴
ポーランドとイタリアの国籍を有しているが、両親の国籍を行使してポーランド代表を選択した。2019年にはFIFA U-20ワールドカップに出場した。開催国のポーランドはラウンド16でイタリア代表に0-1で敗れて敗退した。
2021年8月16日、2022 FIFAワールドカップ・予選のアルバニア代表戦、サンマリノ代表戦とイングランド代表戦に向けた代表チームに初招集を受けた。9月5日、サンマリノ代表戦に、後半21分にティモテウシュ・プハチとの交代で途中出場し、パウロ・ソウザ率いるポーランド代表で初出場を果たした。アダム・ブクサのゴールをアシストし、7-1での勝利に貢献した。
U-21ポーランド代表としてUEFA U-21欧州選手権2021予選に出場した後、チェスワフ・ミヒニエヴィチより2022年6月にUEFAネーションズリーグ2022-23に向けた代表メンバーに招集され、また2022 FIFAワールドカップに向けた代表メンバーにも招集された。

## 人物・エピソード
- 母のエワと2021年に亡くなった父のクシシュトフ[1]は、クシシュトフがポーランドの共産主義政権に反対して兵役を拒否したため、1989年にイタリアに移り住んだ[1]。そのため、ザレフスキはイタリアのティボリ生まれでイタリア国籍を持っており、ポーリに住んでいた[2][3]。姉に1992年生まれのジェシカがいる[1]。

## 代表歴

### 出場大会
- ポーランド代表
  - 2022 FIFAワールドカップ

### 試合数
- 国際Aマッチ 29試合 3得点（2021年-）[29]

| ポーランド代表 | 国際Aマッチ | 国際Aマッチ |
| 年             | 出場        | 得点        |
| -------------- | ----------- | ----------- |
| 2021           | 1           | 0           |
| 2022           | 8           | 0           |
| 2023           | 5           | 0           |
| 2024           | 13          | 3           |
| 2025           | 2           | 0           |
| 通算           | 29          | 3           |

## タイトル

### クラブ
ローマ
- UEFAヨーロッパカンファレンスリーグ : 2021-22